# Basilika St. Andreas (Olkusz)

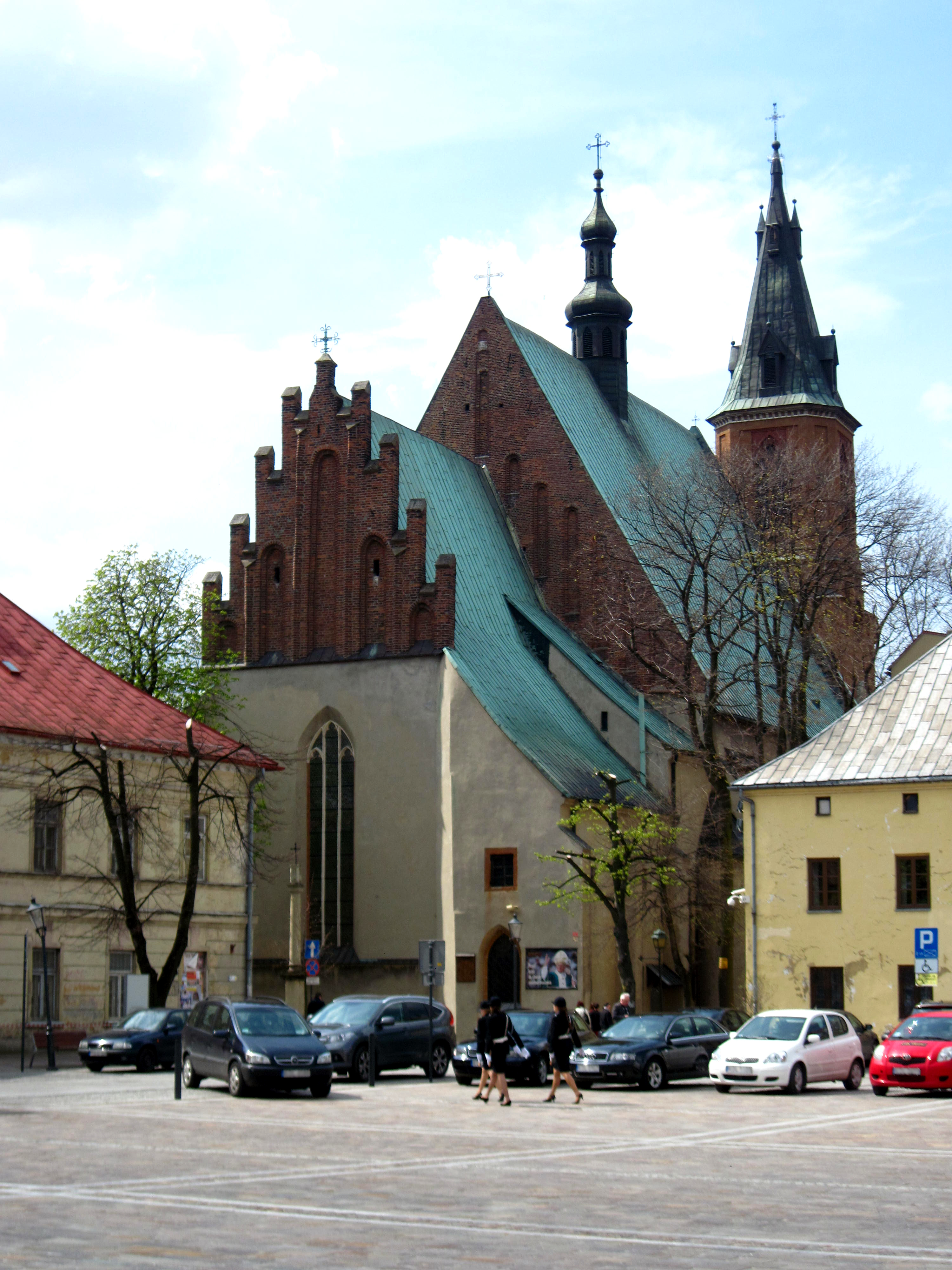
Basilika St. Andreas

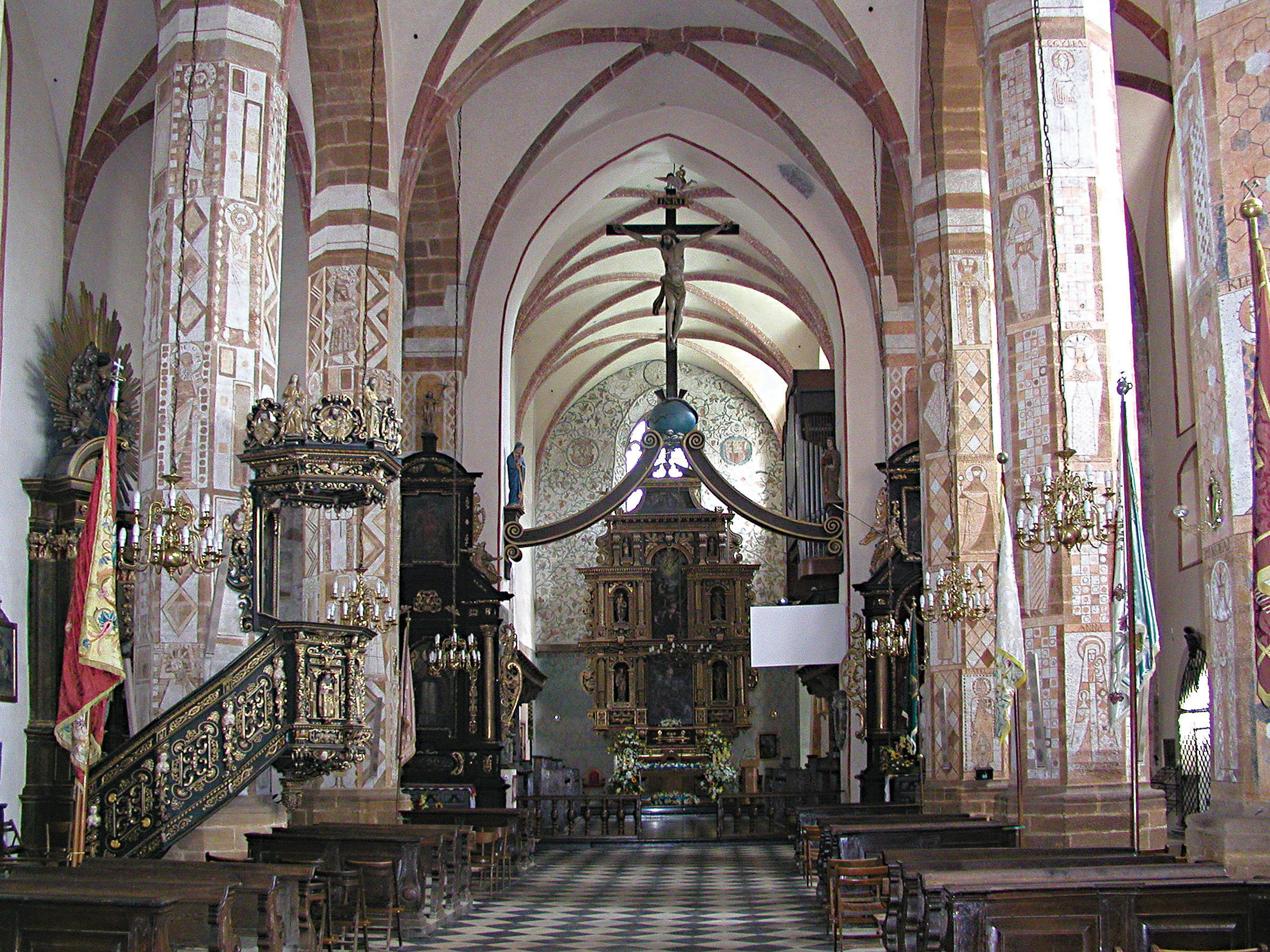
Innenraum

Die Stiftsbasilika St. Andreas (polnisch Bazylika kolegiacka św. Andrzeja) ist eine römisch-katholische Kirche in Olkusz in der Woiwodschaft Kleinpolen. Die Pfarrkirche des Bistums Sosnowiec trägt den Titel einer Basilica minor. Die gotische Hallenkirche stammt aus ersten Hälfte des 14. Jahrhunderts und steht unter Denkmalschutz.

## Geschichte
Die Stadtpfarrkirche wurde in der ersten Hälfte des 14. Jahrhunderts dank der Stiftung von König Kasimir dem Großen an der Stelle einer früheren Kirche errichtet. Die dreischiffige Hallenkirche erstreckt sich über fünf Joche und einen langgestreckten Chor mit flachem Abschluss. In ihrer zeitgenössischen architektonischen Ausführung ähnelt die Kirche in Olkusz den beiden Kirchen St. Jakob und Mariä Heimsuchung in Levoča in der Zips. Es ist nicht ausgeschlossen, dass der Chor bereits im 13. Jahrhundert erbaut wurde, wie die Krümmung seiner Achse gegenüber dem saalartigen Körper nahelegt.
Im 15. Jahrhundert wurde die St. Anna-Kapelle an der Südwand angebaut. Ebenfalls im 15. Jahrhundert wurden an der Nordseite eine Sakristei und ein Gewölbe hinzugefügt. Im Jahr 1612 wurde im Süden eine Vorhalle errichtet, und 1620 wurde die manieristische Kapelle durch die Stiftung des wohlhabenden Bergmanns Stanislav Amendy gebaut. Im 18. Jahrhundert wurde neben der Kirche die Kapelle des hl. Johannes Cantius errichtet. Im Jahr 1864 brannten der Glockenturm und ein Teil der Kirche ab. Zwischen 1903 und 1913 wurde ein Glockenturm im neugotischen Stil nach einem Entwurf des Architekten Slawomir Odrzywolski gebaut.
Seit 2001 ist die Kirche Sitz eines Kollegiatstifts. 2002 wurde die Kirche in den Rang einer Basilica minor# erhoben.

## Ausstattung
Der gotische Altar aus dem Jahr 1485 befindet sich im nördlichen Kirchenschiff. Das Polyptychon besteht aus fünf Teilen: Auf den vier Flügeln befinden sich sechzehn Gemälde mit Szenen aus dem Leben Marias und Christi, und im mittleren Teil befindet sich eine Skulptur der Madonna mit Kind aus der Zeit um 1480. Das Polyptychon wurde von den Krakauer Malern Jan Wielke und Stanisław Stary gemalt. Der Hauptaltar wurde im Renaissancestil gestaltet, die Kanzel stammt aus dem Jahr 1639, das Taufbecken aus dem 16. Jahrhundert. Im oberen Teil des Altars des Johannes Cantius befindet sich eine Gloria-Wolke mit Strahlen und Engeln und ein Tetragramm in masoretischer Schreibweise. Es sind Wandmalereien aus dem 14. Jahrhundert erhalten.

## Orgel

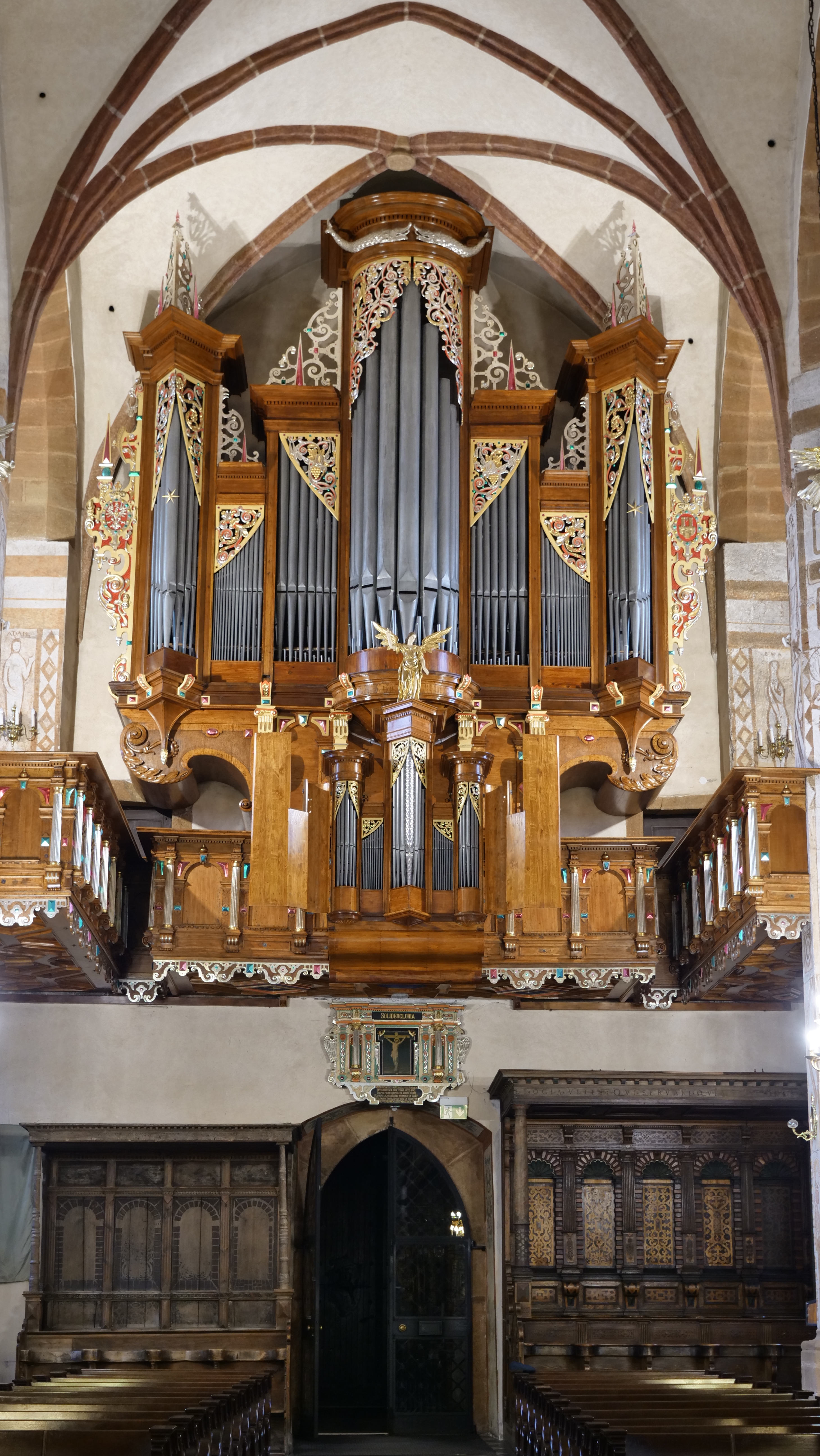
Orgel von Hans Hummel

Die Renaissance-Orgel wurde von Hans Hummel in den Jahren 1611–1624 gebaut und nach seinem Tod von Georg Nitrowski 1630–1631 fertiggestellt. 2015–2018 rekonstruierte die Firma Flentrop Orgelbouw das Windwerk mit acht Keilbälgen und die Vorrichtung für die Kalkanten, die Türen des Rückpositivs sowie die verlorenen Zungenpfeifen. Die Traktur und die farbliche Fassung des Gehäuses wurden wiederhergestellt und auch die ursprüngliche mitteltönige Stimmung wieder gelegt. Das Instrument verfügt über 31 Register, die auf zwei Manuale und Pedal verteilt sind. Die Pfeifen des Cornet 2′ stehen vorne im Prospekt des Hauptwerks. Es handelt sich um eine der ältesten weitgehend originalgetreu erhaltenen Orgeln in Europa. Die Disposition lautet wie folgt:
| I Pozytyw CDEFGA–g2a2 |    |   |
| Principał             | 4′ | H |
| Quintathena           | 8′ | H |
| Fleit octawnÿ         | 4′ | H |
| Octawa                | 2′ | H |
| Flecik mnieiszÿ       | 2′ | H |
| Scadek                | 1′ |   |
| Mixtura III           | 1′ | H |
| Cymbał III            |    | H |
| Kromport              | 8′ |   |
| Sałamaia              | 4′ |   |

| II Manual CDEFGA–g2a2 |    |   |
| Principał             | 8′ | H |
| Fleit wielki          | 8′ | H |
| Salcinał              | 8′ | H |
| Octawa                | 4′ | H |
| Fleit octawnÿ         | 4′ | H |
| Spilfleit octawnÿ     | 4′ | H |
| Quinta                | 3′ | H |
| Quindecima            | 2′ | H |
| Gembshorn             | 2′ | H |
| Mixtura VII           | 2′ | H |
| Cymbał V              |    | H |
| Puzan                 | 8′ |   |

| Pedal CDEFGA–d1e1 |     |   |
| Principał         | 16′ | H |
| Octawa            | 8′  | H |
| Fleit wielki      | 8′  | H |
| Quinta            | 6′  |   |
| Quindecima        | 4′  | H |
| Fleit octawnÿ     | 4′  | H |
| Mixtura VI        | 4′  | H |
| Pomorth           | 16′ |   |
| Cornet            | 2′  |   |

- Effektregister: Tympan (Pauke), Gwiazdy (Zimbelstern), Słowik (Nachtigall)
- Stimmung:
  - Mitteltönige Stimmung (1⁄4-Komma)
  - Höhe: a1= ca. 480 Hz

H = historisches Register (1611–1631)